# Dead Wrong
Dead Wrong è un singolo di The Notorious B.I.G. in collaborazione con Eminem, tratto dall'album postumo Born Again.

## Testo
Come in tutte le canzoni hardcore hip hop, il testo è molto duro. Illustra diverse scene di violenze fatte da Eminem e da Notorious.

## Video
Il video musicale è stato realizzato in linea con lo stile approcciato per Changes di Tupac Shakur, per quanto riguarda le scene in cui è presente Biggie: ovvero, prese da diversi live o altri video.

## Remix
Esistono due versioni remixate della canzone: la prima è in collaborazione con Puff Daddy, la seconda è un mix tra Dead Wrong e Whole Lotta Love dei Led Zeppelin nell'album mashup Rock Phenomenon.